# Didymosporium striola
Didymosporium striola är en svampart som beskrevs av Sacc. 1882. Didymosporium striola ingår i släktet Didymosporium, divisionen sporsäcksvampar och riket svampar.   Inga underarter finns listade i Catalogue of Life.